# Venezuela az 1956. évi nyári olimpiai játékokon
Venezuela az ausztráliai Melbourne-ben és a svédországi Stockholmban megrendezett 1956. évi nyári olimpiai játékok egyik részt vevő nemzete volt. Az országot az olimpián 5 sportágban 22 sportoló képviselte, akik érmet nem szereztek.

## Atlétika
Férfi
| Versenyző                                                  | Versenyszám     | Előfutam | Előfutam | Negyeddöntő | Negyeddöntő | Elődöntő | Elődöntő | Döntő   | Döntő    |
| Versenyző                                                  | Versenyszám     | Idő      | Hely.    | Idő         | Hely.       | Idő      | Hely.    | Idő     | Helyezés |
| ---------------------------------------------------------- | --------------- | -------- | -------- | ----------- | ----------- | -------- | -------- | ------- | -------- |
| Clive Bonas                                                | 100 m           | 10,9     | 3.       | kiesett     | kiesett     | kiesett  | kiesett  | kiesett | kiesett  |
| Rafael Romero                                              | 100 m           | 10,9     | 4.       | kiesett     | kiesett     | kiesett  | kiesett  | kiesett | kiesett  |
| Rafael Romero                                              | 200 m           | 21,8     | 3.       | kiesett     | kiesett     | kiesett  | kiesett  | kiesett | kiesett  |
| Apolinar Solórzano                                         | 200 m           | kizárták | kizárták | kiesett     | kiesett     | kiesett  | kiesett  | kiesett | kiesett  |
| Alfonso Bruno Apolinar Solórzano Clive Bonas Rafael Romero | 4 × 100 m váltó | 42,0     | 4.       |             | kiesett     | kiesett  | kiesett  | kiesett |          |

## Kerékpározás

### Országúti kerékpározás
| Versenyző                                                      | Versenyszám          | Idő           | Helyezés      |
| -------------------------------------------------------------- | -------------------- | ------------- | ------------- |
| Franco Cacioni                                                 | Mezőnyverseny        | nem ért célba | nem ért célba |
| Arsenio Chirinos                                               | Mezőnyverseny        | nem ért célba | nem ért célba |
| Antonio Montilla                                               | Mezőnyverseny        | nem ért célba | nem ért célba |
| Domingo Rivas                                                  | Mezőnyverseny        | nem ért célba | nem ért célba |
| Versenyző                                                      | Versenyszám          | Pont          | Helyezés      |
| Franco Cacioni Arsenio Chirinos Antonio Montilla Domingo Rivas | Csapat mezőnyverseny | nem ért célba | nem ért célba |

### Pálya-kerékpározás
Üldözőverseny
| Versenyző                                                      | Versenyszám  | Selejtező                                                                             | Selejtező | Selejtező | Negyeddöntő  | Negyeddöntő | Negyeddöntő | Elődöntő     | Elődöntő  | Elődöntő | Döntő        | Döntő     | Helyezés    |
| Versenyző                                                      | Versenyszám  | Ellenfél Idő                                                                          | Saját idő | Hely.     | Ellenfél Idő | Saját idő   | Hely.       | Ellenfél Idő | Saját idő | Hely.    | Ellenfél Idő | Saját idő | Helyezés    |
| -------------------------------------------------------------- | ------------ | ------------------------------------------------------------------------------------- | --------- | --------- | ------------ | ----------- | ----------- | ------------ | --------- | -------- | ------------ | --------- | ----------- |
| Franco Cacioni Arsenio Chirinos Antonio Montilla Domingo Rivas | Férfi csapat | Ausztria (AUT) · Walter Bortel · Rudolf Maresch · Kurt Schein · Franz Wimmer · 5:01,6 | 5:14,6    | 2.        | kiesett      | kiesett     | kiesett     | kiesett      | kiesett   | kiesett  | kiesett      | kiesett   | helyezetlen |

## Lovaglás
megjegyzés: A lovas versenyszámokat a svédországi Stockholmban rendezték meg a szigorú ausztrál állat-egészségügyi szabályok miatt.
Díjugratás
| Versenyző                              | Ló                         | Versenyszám | 1. forduló | 1. forduló | 2. forduló       | 2. forduló       | Összesen    | Összesen    |
| Versenyző                              | Ló                         | Versenyszám | Pont       | Hely.      | Pont             | Hely.            | Pont        | Helyezés    |
| -------------------------------------- | -------------------------- | ----------- | ---------- | ---------- | ---------------- | ---------------- | ----------- | ----------- |
| Víctor Molina                          | Tamanaco                   | Egyéni      | 108,50     | =49.       | nem állt rajthoz | nem állt rajthoz | helyezetlen | helyezetlen |
| Roberto Moll                           | Sorocaima                  | Egyéni      | 108,50     | =49.       | nem állt rajthoz | nem állt rajthoz | helyezetlen | helyezetlen |
| Jesús Rivas                            | Murachi                    | Egyéni      | 108,50     | =49.       | nem állt rajthoz | nem állt rajthoz | helyezetlen | helyezetlen |
| Víctor Molina Roberto Moll Jesús Rivas | Tamanaco Sorocaima Murachi | Csapat      | 325,50     | =19.       | nem ért célba    | nem ért célba    | helyezetlen | helyezetlen |

## Ökölvívás
| Versenyző        | Versenyszám  | 32-es főtábla           | Nyolcaddöntő          | Negyeddöntő       | Elődöntő          | Döntő             | Helyezés |
| Versenyző        | Versenyszám  | Ellenfél Eredmény       | Ellenfél Eredmény     | Ellenfél Eredmény | Ellenfél Eredmény | Ellenfél Eredmény | Helyezés |
| ---------------- | ------------ | ----------------------- | --------------------- | ----------------- | ----------------- | ----------------- | -------- |
| Carlos Rodríguez | Kisváltósúly | Hans Petersen (DEN) · V | kiesett               | kiesett           | kiesett           | kiesett           | 17.      |
| Enrique Tovar    | Váltósúly    |                         | Pearce Lane (USA) · V | kiesett           | kiesett           | kiesett           | 9.       |

## Sportlövészet
Férfi
| Versenyző              | Versenyszám                               | Döntő | Döntő    |
| Versenyző              | Versenyszám                               | Pont  | Helyezés |
| ---------------------- | ----------------------------------------- | ----- | -------- |
| Carlos Crassus         | Gyorstüzelő pisztoly                      | 555   | 20.      |
| Carlos Monteverde      | Gyorstüzelő pisztoly                      | 572   | 10.      |
| José Bernal            | Szabadpisztoly                            | 508   | 25.      |
| Hector de Lima Polanco | Szabadpisztoly                            | 511   | 24.      |
| Enrique Lucca          | Sportpuska, fekvő                         | 594   | 25.      |
| Juan Llabot            | Sportpuska, fekvő                         | 592   | 33.      |
| Juan Llabot            | Sportpuska, összetett                     | 1118  | 32.      |
| Germán Briceño         | Futószarvas, egyes és dupla lövés (100 m) | 375   | 9.       |
| Franco Mignini         | Trap                                      | 172   | 13.      |
| Raúl Olivo             | Trap                                      | 165   | 19.      |